# Джеймс Грегорі
Джеймс Грегорі (англ. James Gregory; листопад 1638, Драмоук — жовтень 1675, Единбург) — шотландський математик і астроном. Поряд з Валлісом і Барроу — є одним з основоположників математичного аналізу, попередник Ньютона.
Вважається одним з найвизначніших математиків XVII століття. 1663 року спроектував та опублікував нову оптичну схему дзеркального телескопа — грегоріанський телескоп.
Також він відкрив розкладання арктангенса, яке двома сторіччями раніше було відоме індійським математикам:
{\displaystyle \theta =\operatorname {tg} \,\theta -{\frac {1}{3}}\operatorname {tg} ^{3}\theta +{\frac {1}{5}}\operatorname {tg} ^{5}\theta -\ldots ,}
де {\displaystyle -{\frac {\pi }{4}}\leqslant \theta \leqslant {\frac {\pi }{4}}.}
Ця формула та її модификації дозволяють із високою точністю вираховувати значення числа {\displaystyle \pi }.